# バスケットボールアメリカ領ヴァージン諸島代表
バスケットボールアメリカ領ヴァージン諸島代表（Mexico national Basketball Team）は、アメリカ領ヴァージン諸島バスケットボール連盟により国際大会に派遣されるアメリカ領ヴァージン諸島のバスケットボールナショナルチームである。

## 歴史
2000年シドニーオリンピック以後にアメリカ代表から独立して新設された新しい代表チームである。

そのため、この地域出身の代表的選手であるティム・ダンカンがユニバーシアードのアメリカ代表に選ばれた時(1995年)にはまだ存在していなかった。

## 過去の成績

### アメリカップの成績
- 2001年 － 7位
- 2003年 － 10位
- 2007年 － 10位
- 2009年 － 10位
- 2017年 － 4位

## 歴代ヘッドコーチ
- サム・ミッチェル (2015-2018)
- エドニエシャ・カリー（2022-）

## 歴代代表選手
- ニコラス・クラクストン
- ラジャ・ベル
- ロマーニ・ハンセン
- イヴァン・アスカ
- ウォルター・ホッジ
- デオン・エドウィン